# Ommatoiulus hoplites
Ommatoiulus hoplites är en mångfotingart som först beskrevs av Karl Wilhelm Verhoeff 1910.  Ommatoiulus hoplites ingår i släktet Ommatoiulus och familjen kejsardubbelfotingar. Inga underarter finns listade i Catalogue of Life.